# Ґай Річі
Ґай Стюарт Річі (англ. Guy Stuart Ritchie; нар. 10 вересня 1968) — англійський кінорежисер і сценарист.

## Кар'єра

### Раннє життя
Народився у Гатфілді, графстві Гартфордшир.
Він — другий із двох дітей Ембер (уродженої Перкінсон) і капітана Джона Вівіана Річі (нар. 1928 р.), колишнього морського піхотинця, який став потім виконавчим директором рекламної компанії. Коли Річі було 5 років, його батьки розлучилися. Обидва батьки Річі одружилися повторно. Його батько пов'язав життя з Ширін Річі, баронесою Річі з Бромптона, колишньою моделлю, а після — політиком-консерватором. Мати Річі в 1973—1980 роки була одружена з сером Майклом Лейтоном, 11-м баронетом з Лотон-парку. Більшу частину своєї юності Гай Річі провів у маєтку XVII століття, що належить Лейтону. Крім сестри, у Річі є єдиноутробний брат, Кевін Бейнтон, якого його мама народила в підліткові роки, але віддала на усиновлення іншій родині. Відомо, що родовід Річі тягнеться від англійського короля Едуарда I. Дідусем Гая Річі по батькові був майор Стюарт Річі; він помер у Франції 1940 року під час Другої світової війни. Бабусею — Доріс Маргаретта Маклафлін (нар. у 1896 році), дочка Вівіана Гай Маклафліна (нар. у 1865-му) і Едіт Мартіно (нар. у 1866-му), завдяки якій у сім'ї Річі є спільні предки з Кетрін, принцесою Уельською.
У Річі дислексія. Він навчався в школах Windlesham House School і Stanbridge Earls School. З останньої був відрахований у віці 15 років. Атестат зрілості він отримав пізніше, екстерном.
У віці п'ятнадцяти років покинув школу і почав працювати посильним. Сертифікат про середню освіту Річі отримав пізніше.
Мріяв стати режисером, проте в кіношколу йти не збирався, бо, на його думку, вона «плодить нудних, одноманітних кінорежисерів», тому намагався навчатись самостійно. Спочатку знімав рекламні і музичні кліпи. Після перших успіхів, заробивши трохи грошей, поставив свою першу короткометражну стрічку «Важка справа» (1995). Того ж року написав сценарій до свого наступного фільму, але фінансування для нього вдалось знайти тільки за три роки, за допомогою фірми «Поліграм».

### Режисерська кар'єра
Успіхом можна вважати згоду популярного співака Стінґа, враженого «Важкою справою», виконати одну з ролей в малобюджетній (1.5 мільйона фунтів) стрічці «Карти, гроші та два стволи, що димлять» (1998). Фільм мав приголомшливий успіх і незабаром закріпився на третьому місці в списку найбільш комерційно успішних англійських кінокартин.
Наступна стрічка вийшла два роки потому. Знятий в тому ж жанрі, що й попередній фільм, «Великий куш» (2000) також мав значний успіх. У тому ж році Ґай одружився з популярною американською співачкою Мадонною, яка за два роки після весілля виконала головну роль в його комедійній мелодрамі «Понесені хвилею» (2002), що зібрала в американському прокаті трохи більше ніж півмільйона доларів.
Згодом Ґай Річі зняв ще дві досить успішні повнометражні стрічки, кримінальний трилер «Револьвер» (2005) і кримінальний бойовик «Рок-н-рольник» (2008). Останній фільм «Шерлок Холмс», у головних ролях якого знялись Роберт Дауні (молодший) і Джуд Лоу, отримав багато позитивних відгуків і зібрав $520 млн. по всьому світу. У 2011 році вийшло продовження фільму — Шерлок Холмс: Гра тіней.

## Особисте життя
22 грудня 2000 Річі одружився з американською поп-співачкою Мадонною, у них є син Рокко. Через вісім років вони оголосили про своє розлучення. Через деякий час Ґай став зустрічатися зі словацькою 22-річною моделлю Мікаелою Косьяновою.
У квітні 2010 року стало відомо про стосунки 42-річного Річі та 29-річної моделі Джекі Ейнслі, і 9 березня 2011 було оголошено, що Річі стане батьком. Після народження сина вони мають намір одружитися.

## Фільмографія
| Рік  | Фільм                                    | Примітки                                                        | Був як  | Був як   | Був як    |
| ---- | ---------------------------------------- | --------------------------------------------------------------- | ------- | -------- | --------- |
| 1995 | Важкий випадок                           | 20-ти хвилинна короткометражка                                  | Режисер |          | Сценарист |
| 1998 | Карти, гроші, два стволи                 | Дебютний фільм                                                  | Режисер |          | Сценарист |
| 2000 | Великий куш                              |                                                                 | Режисер |          | Сценарист |
| 2001 | Зірка                                    | один з восьми короткометражних фільмів, створених компанією BMW | Режисер |          | Сценарист |
| 2001 | Костолом                                 |                                                                 |         | Продюсер |           |
| 2002 | Понесені хвилею                          | З Мадонною                                                      | Режисер |          | Сценарист |
| 2004 | Листковий торт                           |                                                                 |         | Продюсер |           |
| 2005 | Револьвер                                |                                                                 | Режисер |          | Сценарист |
| 2007 | Підозрюваний                             | Для телебачення                                                 | Режисер |          |           |
| 2008 | Рок-н-рольник                            |                                                                 | Режисер |          | Сценарист |
| 2009 | Шерлок Холмс                             |                                                                 | Режисер |          |           |
| 2011 | Шерлок Холмс: Гра тіней                  |                                                                 | Режисер |          |           |
| 2015 | Агенти U.N.C.L.E.                        |                                                                 | Режисер | Продюсер | Сценарист |
| 2017 | Король Артур: Легенда меча               |                                                                 | Режисер | Продюсер | Сценарист |
| 2019 | Аладдін                                  |                                                                 | Режисер |          | Сценарист |
| 2019 | Джентльмени                              |                                                                 | Режисер |          |           |
| 2021 | Гнів людський                            |                                                                 | Режисер |          | Сценарист |
| 2023 | Операція «Фортуна»: Мистецтво перемагати |                                                                 | Режисер |          |           |
| 2023 | Перекладач                               |                                                                 | Режисер |          | Сценарист |
| 2024 | Міністерство неджентльменської війни     |                                                                 | Режисер | Продюсер | Сценарист |
| 2025 | В сірій зоні                             |                                                                 | Режисер | Продюсер | Сценарист |
| 2025 | Фонтан молодості                         |                                                                 | Режисер | Продюсер |           |